# Васил Николов – Кучичански
Вижте пояснителната страница за други значения на Васил Николов.
Васил Николов Тасев, наречен Кучичански, е български революционер, войвода на Вътрешната македонска революционна организация.

## Биография
Николов е роден в 1895 година в кочанското село Кучичино, тогава в Османската империя, днес в Северна Македония. Без образование. Включва се във възстановяването на революционната организация на територията на Македония след загубата на Първата световна война от България в 1918 година. От 1920 година е селски войвода на ВМРО, а от декември 1923 година става нелегален четник при Евтим Полски, а по-късно при Димитър Паликрушев.
На 19 април 1933 година Дончо Христов заедно с Димитър Паликрушев, Стоян Георгиев, Ангел Симеонов и Васил Николов нападат жандармерийска станция в село Драмче и избиват 9 жандармеристи, впоследствие са обкръжени от сръбска войска и в поредната битка с бомби взривяват 20 сръбски войници, а други 40 раняват. Впоследствие четниците са убити.